# Europas Grand Prix 2005
Europas Grand Prix 2005 var det sjunde av 19 lopp ingående i formel 1-VM 2005. Loppet kördes i Tyskland.

## Rapport
Kimi Räikkönen, McLaren, som ledde loppet in på sista varvet, tappade sitt högra framhjul och slutade på elfte plats. Segrade gjorde i stället Fernando Alonso, Renault. 

## Resultat
1. Fernando Alonso, Renault, 10 poäng
2. Nick Heidfeld, Williams-BMW, 8
3. Rubens Barrichello, Ferrari, 6
4. David Coulthard, Red Bull-Cosworth, 5
5. Michael Schumacher, Ferrari, 4
6. Giancarlo Fisichella, Renault, 3
7. Juan Pablo Montoya, McLaren-Mercedes, 2
8. Jarno Trulli, Toyota, 1
9. Vitantonio Liuzzi, Red Bull-Cosworth
10. Jenson Button, BAR-Honda
11. Kimi Räikkönen, McLaren-Mercedes
12. Takuma Sato, BAR-Honda
13. Jacques Villeneuve, Sauber-Petronas
14. Felipe Massa, Sauber-Petronas
15. Tiago Monteiro, Jordan-Toyota
16. Narain Karthikeyan, Jordan-Toyota
17. Christijan Albers, Minardi-Cosworth
18. Patrick Friesacher, Minardi-Cosworth

### Förare som bröt loppet
- Ralf Schumacher, Toyota (varv 33, snurrade av)
- Mark Webber, Williams-BMW (0, olycka)